# William Henry Fitzhugh Lee
William Henry Fitzhugh Lee, znany także jako Rooney Lee lub W.H.F. Lee (ur. 31 maja 1837, zm. 15 października 1891) – amerykański wojskowy, polityk, drugi syn Roberta Lee.

## Życiorys
Lee urodził się w Arlington House w stanie Wirginia. Uczęszczał na Uniwersytet Harvarda, a następnie poszedł w ślady ojca, zostając porucznikiem US Army. Służył w 6 regimencie piechoty pod Albertem Sidneyem Johnstonem, biorąc udział w wojnie w Utah przeciwko Mormonom. W 1859 roku zrezygnował ze służby na rzecz nadzorowania plantacji White House na południowym brzegu rzeki Pamunkey w hr. New Kent.

### Wojna secesyjna
Po wybuchu wojny Lee został mianowany kapitanem kawalerii Konfederacji i niewiele później awansowany na majora. Początkowo, do 1862 roku, służył w Wirginii Zachodniej pod gen. bryg. Williamem Loringiem. Później wszedł w skład wojsk gen. dyw. Jeba Stuarta, wraz z awansem na podpułkownika, a później pułkownika 9 regimentu kawalerii z Wirginii.
Po bitwie pod South Mountain został awansowany na generała brygady. Walczył na Antietam pod dowództwem swojego kuzyna, gen. bryg. Fitzhugha Lee. Przewodził 3 brygadzie dywizji kawaleryjskiej Stuarta pod Fredericksburgiem oraz Chancellorsville. Został ranny pod Brandy Station, u zarania kampanii Gettysburskiej, a następnie schwytany przez siły Unii w Hickory Hill, podczas kuracji. Jako jeniec wojenny przebywał w stanie Nowy Jork do czasu powrotu do armii konfederackiej 25 lutego 1864 roku, kiedy to został wymieniony na gen. bryg. Neala Dowa. W kwietniu został awansowany na generała dywizji wraz z przydziałem dywizyjnym w korpusie kawaleryjskim, biorącym udział w działaniach podczas oblężenia Petersburga i odwrotu wojsk ojca podczas kampanii Appomattox. Poddał się wraz z nim w Appomattox Court House.

### Kariera powojenna
Po zakończeniu działań wojennych Lee powrócił na swoją plantację. Po śmierci matki w 1873 roku odziedziczył i przeniósł się do Ravensworth, liczącego 563 akry majątku w pobliżu dzisiejszego Springfield w hrabstwie Fairfax. W 1875 został wybrany do senatu stanu Wirginia, w którym zasiadał do 1878. W 1887 został wybrany do Izby Reprezentantów z ramienia demokratów, w której zasiadał do śmierci w 1891. Został pochowany w Lee Chapel na Washington and Lee University w Lexington.

## Życie prywatne
Lee ożenił się dwa razy – po raz pierwszy w 1859 roku z Charlotte’ą Wickham, potomkinią Johna Wickhama. Mieli dwójkę dzieci, które zmarły w niemowlęctwie. Charlotte zmarła w 1863.
2 października 1867 Lee pojął za żonę Mary Tabb Bolling, potomkinię pułkownika Roberta Bollinga. Mieli dwóch synów – Roberta Edwarda, urodzonego 11 lutego 1869 w Petersburgu oraz George’a Bollinga, urodzonego 30 sierpnia 1872 w Lexington.
Lee był przyrodnim praprawnukiem Jerzego Waszyngtona. Jego matka, Mary Anna Randolph Custis Lee była prawnuczką Marthy Dandridge Custis Washington, wdowy po prezydencie mieszkającej w plantacji White House do czasu, kiedy wyszła za pułkownika Waszyngtona w 1759.

## Dodatkowe źródła
- Douglas S. Freeman: R.E. Lee, A Biography. T. 4. Nowy Jork: Charles Scribner’s Sons, 1934–1935. OCLC 166632575. (ang.). Brak numerów stron w książce
- Edward G. Longacre: Lee’s Cavalrymen: A History of the Mounted Forces of the Army of Northern Virginia. Mechanicsburg: Stackpole Books, 2002. ISBN 0-8117-0898-5. (ang.). Brak numerów stron w książce